# Louis François Antoine Arbogast
Louis François Antoine Arbogast (n. 4 octombrie 1759 la Mutzig - d. 8 aprilie 1803 la Strasbourg) a fost un matematician și om politic francez.
Cercetările sale s-au înscris în domeniul seriilor și mai ales al derivatelor care îi vor purta numele.
A scris un tratat de calcul diferențial și integral pe care l-a publicat în 1800 și în care a prezentat ceea ce ulterior va fi numită formula lui Faà di Bruno.
A fost profesor de matematică și apoi rector la Universitatea din Strasbourg.
Din 1792 a fost deputat în cadrul Convenției Naționale din Franța